# Script Editor
Script Editor è un software sviluppato dalla Apple Inc. per il sistema operativo macOS. Esso permette di far girare gli AppleScript, integrando anche una funzione basilare di debug.
È inoltre in grado di salvare gli AppleScript come testo non formattato (.applescript), come uno script compilato (.scpt) o come applicazione (.app).
Prima di Mac OS X Panther, l'applicazione era sviluppata attraverso Carbon, dopodiché è stato introdotto un nuovo Script Editor scritto attraverso Cocoa.

## Storia
Prima di OS X Yosemite, il software era chiamato AppleScript Editor, dopodiché è stato rinominato, anche a causa dell'introduzione del linguaggio JavaScript per l'automazione.